# Chia (cráter)
Chia es el nombre de un colosal cráter de impacto en el planeta Marte situado a 1.6° Norte y -59.8° Oeste. El impacto causó un abertura de 96 kilómetros de diámetro en la superficie de la región llamada MC-10 Lunae Palus. El nombre del cráter fue aprobado en 1985 por la Unión Astronómica Internacional en honor al municipio español de Chía.